# Willa „Oksza”
Willa „Oksza” – budynek mieszkalny w stylu zakopiańskim zaprojektowany w latach 1894–1895 przez Stanisława Witkiewicza a znajdujący się w Zakopanem przy ul. Zamoyskiego 25. Od 2006 roku jest siedzibą filii Muzeum Tatrzańskiego im. dra Tytusa Chałubińskiego, znajduje się w nim Galeria Sztuki XX wieku.

## Historia
Obiekt został zaprojektowany przez Stanisława Witkiewicza w latach 1894–1895. Wzniesiono go w roku 1896. W tym samym roku w czerwcu nastąpiło jego otwarcie. Początkowo nazwany był „Korwinówką”. Obecna nazwa pochodzi od herbu Korwin Heleny, żony hrabiego Marcina Nałęcza-Kęszyckiego, który zakupił willę w roku 1899.
W kwietniu 2015 budynek został laureatem konkursu „Zabytek zadbany” w kategorii Architektura i konstrukcje drewniane za „wzorcowo zrealizowane kompleksowe prace konserwatorskie”.

## Kalendarium
- 1894-1895 – Stanisław Witkiewicz projektuje dla Bronisławy i Wincentego Korwin-Kossakowskich willę w stylu zakopiańskim.
- 1895-1896 – góralscy cieśle wznoszą willę, która początkowo nosi nazwę Korwinówka.
- Czerwiec 1896 – uroczyste otwarcie willi.
- 1899 – hrabia Marcin Nałęcz-Kęszycki kupuje willę.
- 1920 – willę kupuje Towarzystwo „Odrodzenie” i przebudowuje, znacznie zmieniając wygląd domu.
- 1927-1932 – w Okszy mieści się internat.
- Druga wojna światowa – W willi ma swoją siedzibę Szkoła Gospodarstwa Domowego.
- 1945-1965 – mieści się tu prewentorium gruźlicze dla dzieci i młodzieży.
- Początek lat 60. – remont kapitalny willi, która później funkcjonować będzie jako dom wypoczynkowy.
- 2006 – budynek staje się własnością Muzeum Tatrzańskiego; zostaje wpisany do rejestru zabytków i rozpoczynają się prace przygotowujące go do remontu.
- 2011 – Oksza zostaje otwarta dla zwiedzających. W jej wnętrzach prezentowane są dwie wystawy: Zakopane – pępek świata oraz Sztuka pod Giewontem w latach 1880-1939[4].

## Architektura

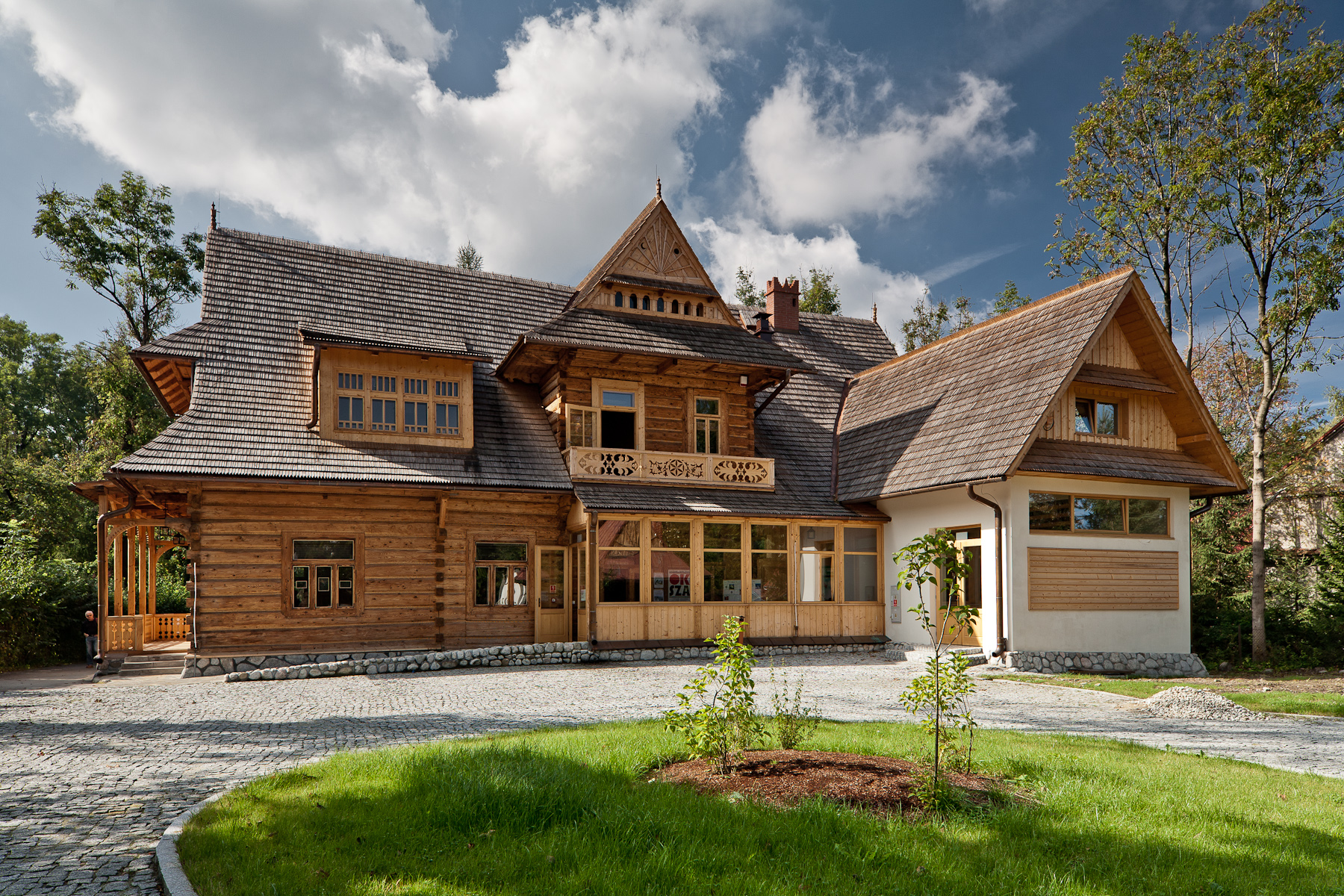
Willa „Oksza”(elewacja tylna)

Stanisław Witkiewicz jako twórca stylu zakopiańskiego uczynił z obiektu przykład budownictwa podhalańskiego. Budowla charakteryzuje się typowym dla stylu zakopiańskiego spadzistym dachem i bogatym zdobnictwem elementów drewnianych. Zdobienia te są również widoczne we wnętrzu willi. Wykorzystana została ornamentyka ludowa wzbogacona motywami tatrzańskimi. 
Willa miała spełniać podstawowe funkcje użytkowe, o czym mówił sam autor projektu:
Szło więc nie o zbudowanie jeszcze jednej pięknej i typowej chaty, szło o co innego: o zbudowanie domu, w którym by były rozstrzygnięte wszelkie wątpliwości co do możności pogodzenia ludowego budownictwa z wymaganiami bardziej złożonych i wyrafinowanych potrzeb wygody i piękna [...]
Po zakupieniu obiektu w 1920 przez Towarzystwo „Odrodzenie” nastąpiła jego przebudowa. W rezultacie budynek znacznie zmienił swoją oryginalną postać.